# Thibault Giresse
Thibault Giresse (Talence, 25 de maio de 1981) é um futebolista profissional francês que atua como meia. É filho do ex-jogador de futebol e hoje treinador Alain Giresse.

## Carreira
Thibault Giresse começou a carreira no Toulouse.